# Bohemian Club
O Bohemian Club é um clube de cavalheiros proeminentes privado em São Francisco, Califórnia, Estados Unidos.

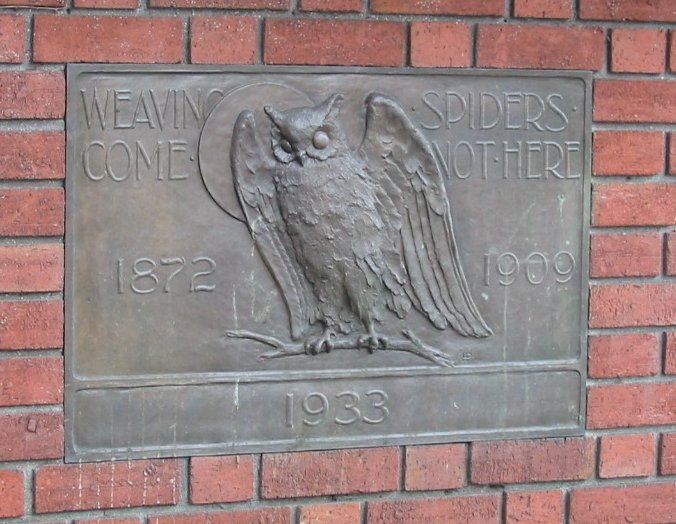
"Weaving spiders come not here"— Inscrição em torno uma coruja em um placa de bronze de baixo relevo embutido na parede de tijolo perto da esquina da Taylor e Post em São Francisco.

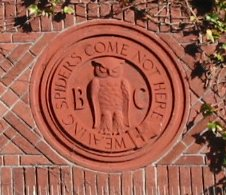
A coruja empoleirada mascote do clube colocado em uma alvenaria acima da entrada principal do 624 Taylor. A coruja é ladeada pelas letras B e C e rodeadas pelas palavras do lema do clube.

O clube está localizado na Taylor Street 624, em São Francisco. Fundado em 1872 a partir de uma reunião regular de jornalistas, artistas e músicos, logo começou a aceitar os empresários e empreendedores como membros permanentes, bem como oferecendo uma adesão temporária a presidentes de universidades e comandantes militares que estavam servindo na Área da baía de São Francisco.
Um clube de pessoas influentes da elite, que representam cerca de 2.000 membros (todos homens, a maioria norte-americanos, que representam um quarto da riqueza privada total nos Estados Unidos, mas também alguns europeus e asiáticos), que se reúnem todos os anos durante as duas últimas semanas de Julho, no Bohemian Grove.
Atualmente, o clube tem uma composição diversificada de muitos líderes locais e globais proeminentes, desde artistas e músicos a empresários de liderança.